# Ledra buschi
Ledra buschi är en insektsart som beskrevs av Schmidt 1926. Ledra buschi ingår i släktet Ledra och familjen dvärgstritar. Inga underarter finns listade i Catalogue of Life.